# Albulatal
Das Albulatal ⓘ (rätoromanisch Val d'Alvraⓘ) ist ein von der Albula durchflossenes, 20 Kilometer langes Tal in Mittelbünden. Es gehört zur Kultur- und Sprachregion Surmeir.

## Geographie

Albulatal mit Piz Ela, historisches Luftbild von Werner Friedli (1949)

Das Albulatal erstreckt sich vom Albulapass bis zur Schinschlucht. In der oberen Talstufe über dem Bergünerstein auf 1400 Metern liegt das Dorf Bergün/Bravuogn mit den Fraktionen Latsch und Stugl. Unterhalb des Bergünersteins, im Talboden auf 850 bis 1050 Metern, liegen von Ost nach West die Ortschaften Filisur, Alvaneu Bad, Surava, Tiefencastel und Alvaschein. Auf der Sonnenterrasse auf der rechten Talseite auf 1100 Metern bis 1400 Metern liegen die Ortschaften Schmitten, Alvaneu, Brienz/Brinzauls, Vazerol, Lantsch/Lenz und die Fraktionen Lain, Muldain und Zorten der Gemeinde Vaz/Obervaz, auf der linken Talseite die Ortschaften Mon, Stierva, Solis (gehört zur Gemeinde Vaz/Obervaz) und Mutten. Nördlich von Lantsch/Lenz erstreckt sich die Hochebene der Lenzerheide. Bis zur Wasserscheide zwischen Valbella und Parpan gehört die Lenzerheide ebenfalls zum Albulatal. Höchster Punkt ist der Piz Kesch mit 3418 Metern, der tiefste Punkt ist in der Schinschlucht auf ca. 745 Metern.

## Bevölkerung und Sprache
Das Albulatal zählte am 31. Dezember 2009 5743 Einwohner. Ursprüngliche Sprache war das Rätoromanische in den Dialekten Surmiran und Bargunsegner. Nur die zwei Walserdörfer Schmitten und Mutten waren seit jeher deutschsprachig. Die deutsche Sprache gewann in den letzten Jahrzehnten zunehmend an Bedeutung und ist heute in der Mehrheit. Weitaus am meisten Einwohner hat die Gemeinde Vaz/Obervaz (mit Lenzerheide/Lai). Es folgen  Bergün Filisur und Lantsch/Lenz.

## Politische Zugehörigkeit und Einteilung

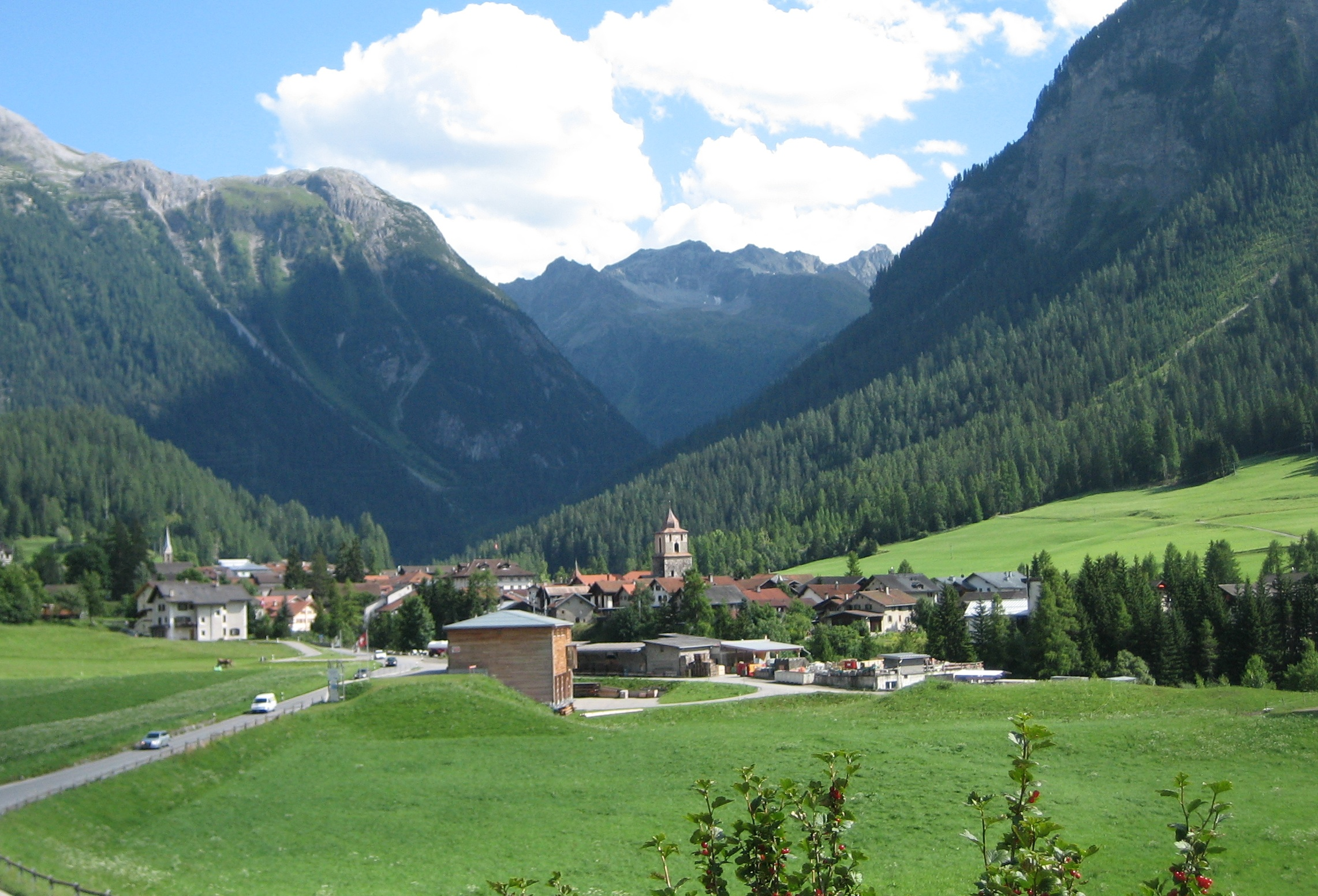
Bergün/Bravuogn im oberen Albulatal

Am 1. Januar 2016 kam es zu einer Gebietsreform und der Bildung der Verwaltungs- und Planungseinheit Region Albula. Das Albulatal war bis Ende 2015 politisch in den drei Kreisen Alvaschein, Belfort und Bergün organisiert und gehörte zum Bezirk Albula.
Auch auf kommunaler Ebene fanden in jüngerer Zeit Gebietsreformen statt: 2015 wurde die Gemeinde Albula/Alvra und 2018 die Gemeinde Bergün Filisur neu gebildet.

## Tourismus
Der Fremdenverkehr ist der wichtigste Wirtschaftszweig im Albulatal. Er konzentriert sich hauptsächlich auf der Lenzerheide und auf Bergün Filisur. In Bergün/Bravuogn wird im Winter der für den Autoverkehr gesperrte Albulapass zwischen Preda und Bergün/Bravuogn als Schlittelpiste benutzt, mit 7 Kilometern eine der längsten in Europa. Beinahe das ganze Albulatal (mit Ausnahme der Gemeinde Vaz/Obervaz und der Ortschaft Mutten) gehört zum Naturpark Parc Ela.

## Wirtschaft
2002 erhielt das Albulatal das Label zur Energiestadt-Region.

## Sehenswürdigkeiten
Die Strecke der Albulabahn zählt seit 2009 zum UNESCO-Weltkulturerbe. Besonders bekannt ist das Landwasserviadukt. Es überspannt die Landwasser kurz bevor sie in die Albula mündet, und obwohl es Landwasserviadukt heisst, liegt es im Albulatal und nicht im Landwassertal. Ebenfalls eindrücklich sind die Brücken bei Solis.
Weitere Sehenswürdigkeiten sind die Ruine Belfort, die alten Kirchen von Mistail und Lantsch/Lenz. Die Architektur der Dörfer des oberen Albulatales (Filisur, Bergün/Bravuogn, Stuls und Latsch) ist bereits vom Engadiner Baustil geprägt.